# Sertularella capensis
Sertularella capensis är en nässeldjursart som beskrevs av Wilfrid Arthur Millard 1957. Sertularella capensis ingår i släktet Sertularella och familjen Sertulariidae. Inga underarter finns listade i Catalogue of Life.